# Књижевна колонија Сићево
Књижевна колонија „Сићево“ је оригинална, међународна креативна манифестација, једина те врсте на Балкану, у чије просторе се сваке године од њеног оснивања 1991. привремено „пресељавају“ писци, књижевни критичари, преводиоци, издавачи и други учесници књижевног живота из Србије и других земаља света да у области књижевности; ...стварају или само акумулирају импресије и „нотирају“ идеје, и успоставе приснији контакт између својих књижевних дела и читалачке публике.

## О колонији
Оснивачи Књижевне колонија у Сићеву су др Михајло Игњатовић, нишки писац и књижевни преводилац и  Друштва књижевника и књижевних преводилаца Ниша. Колонију данас организује Нишки културни центар под покровитељством Града  Ниша,   помоћ суорганизатора Народне библиотека „Стеван Сремац“ Ниш и Друштва књижевника и књижевних преводилаца Ниша, и уз сарадњу са Народним музејом у Нишу, Галеријом савремене ликовне уметности Ниш и Општином Нишка бања.
Књижевна колонија се одржава сваке године средином септембра у простору Ликовне колоније „Сићево“ у живописним пределима села Сићева на улазу у Сићевачку клисуру шеснаестак километара источно од Ниша. Колонија има међународни карактер и поред писаца, окупља и књижевне критичаре преводиоце, издаваче и друге учеснике књижевног живота, као и велики број заљубљеника у писану реч.
„Сасвим је небитно да ли ће аутори овде и стварати или ће само акумулирати импресије и „нотирати“ идеје, јер инспирација, то „угљевље које се гаси“ уосталом зависи од индивидуалних предиспозиција и навика самих стваралаца. Много је важније да амбијент и атмосфера у Колонији обезбеде учесницима да досегну, на изглед неостварљиву и, само на први поглед, дисхармоничну тежњу да се истовремено удаље из била друштвеног живота и још интензивније приближе њему. Присуство песника и белетриста, и поред њих, критичара, преводилаца, научника, издавача и других посленика лепе књижевности представља добру претпоставку за плодно и стваралачко надграђивање заједничког боравка у Колонији“.
Манифестационе форме колоније
Манифестационе форме Колоније су:
- књижевне вечери у Нишу, Сићеву и другим местима и срединама овог дела земље,
- промоције књига,
- симпозијуми,
- беседе,
- књижевни конкурси,
- сусрети са издавачима,
- излети до древних манастира „Сићевачке Свете горе” и историјских споменика нишког краја.

Контакт са читалачком публиком
Током одржавања колоније за писце учеснике колоније, изузетно су драгоцени контакти са широким нишким читалачким аудиторијумом, јер се током сусрете на књижевним вечерима, округлим столовима или у неформалним разговорима,они остварује комуникативну проходност сопствених дела,  приснији контакт између стваралаца, њихових дела и читалачке публике.

## Књижевне награде

### Награда „Рамонда сербика”
На међународној Књижевној колонији Сићево додељује се Награда „Рамонда сербика” за свеукупно вишегодишње стваралаштво домаћег писца, који је оставио посебан печат у историји савремене српске књижевности.

#### Лауреати

##### Од 1995. до 2000.
- 1995 — Миодраг Павловић
- 1996 — Борислав Радовић
- 1997 — Матија Бећковић
- 1998 — Вида Огњеновић
- 1999 — Љубомир Симовић
- 2000 — Душко Ковачевић

##### Од 2001. до 2010.
- 2001 — Милован Данојлић
- 2002 — Светлана Велмар-Јанковић[5]
- 2003 — Миодраг Раичевић
- 2004 — Васа Павковић
- 2005 — Саша Хаџи Танчић
- 2006 — Михајло Пантић
- 2007 — Светислав Басара
- 2008 — Радослав Петковић
- 2009 — Новица Тадић
- 2010 — Милисав Савић

##### Од 2011. до 2020.
- 2011 — Срба Игњатовић
- 2012 — Владислав Бајац[6]
- 2013 — Радован Бели Марковић[7]
- 2014 — Милосав Тешић
- 2015 — Злата Коцић
- 2016 — Драгослав Михаиловић[8]
- 2017 — Владимир Копицл[9]
- 2018 — Звонко Карановић
- 2019 — Владан Матијевић
- 2020 — Књижевна колонија није одржана.[10]

##### Од 2021. до 2030.
- 2021 — Љубивоје Ршумовић[11]
- 2022 — Горан Петровић[12]
- 2023 — Зоран Живковић[13]
- 2024 — Перо Зубац[14]

### Награда „Микина чаша”
Организатор колоније истовремено додељује и Награду „Микина чаша”, у знак сећања на њеног оснивача Михајла Игњатовића.

#### Лауреати

##### Од 1995. до 2000.
- 1992 — Радивоје Микић
- 1993 — Драган Мраовић
- 1994 — Срба Митровић
- 1995 — Чедомир Мирковић
- 1996 — Зоран Милић
- 1997 — Бранко Бајовић Брђанин
- 1998 — Радивоје Константиновић
- 1999 — Недељко Бабић
- 2000 — Михајло Пантић

##### Од 2001. до 2010.
- 2001 — Чланови Друштва
- 2002 — Чланови Друштва
- 2003 — Срђан Живковић
- 2004 — Милош Милишић
- 2005 — Душко Трифуновић
- 2006 — Добрица Ерић
- 2007 — Бранко Кукић
- 2008 — Миљурко Вукадиновић
- 2009 — Зоран Вучић
- 2010 — Миња Илијева

##### Од 2011. до 2020.
- 2011 — Чланови Друштва
- 2012 — Чланови Друштва
- 2013 — Чланови Друштва
- 2014 — Драган Стојадиновић
- 2015 — Чланови Друштва
- 2016 — Недељко Терзић
- 2017 — Каја Панчић Миленковић.[15]
- 2018 — Али Абдолахи[16]
- 2019 — Срђан Тешин
- 2020 — Књижевна колонија није одржана.[10]

##### Од 2021. до 2030.
- 2021 — Огњен Авлијаш
- 2022 — Милица Миленковић
- 2023 — др Томислав Костић[17]
- 2024 — Игор Трпчески

### Признање „Сићевачке визије”
Признање „Сићевачке визије” додељује се истакнутом домаћем или иностраном учеснику Књижевне колоније Сићево за изузетан допринос манифестацији.
- 1993. Данијел Ђанкане
- 1995. Георги Алексиев
- 1996. Огњен Сапаров
- 1997. Кирил Кадијски

Три деценије након што је установљено признање, Друштво књижевника и књижевних преводилаца Ниша 2024. године обнавља традицију уручења, а признање ће се убудуће додељивати истакнутом поједницу или институцији за изузетан допринос Књижевној колонији Сићево.
- 2024. Димитрије Миленковић[18]